# Ледуховский, Игнаций Казимеж
Игнаций Казимеж Мария Ледуховский, Игнаций Казимеж Мария Халька-Ледуховский (пол. Ignacy Kazimierz Maria Ledóchowski, Ignacy Kazimierz Maria Halka-Ledóchowski; 5 августа 1871, Лосдорф, Мельк — 6 марта 1945, концлагерь Дора-Миттельбау, Нордхаузен) — польский граф, дивизионный генерал Войска Польского, кавалер ордена Virtuti Militari.

## Биография
Представитель польского дворянского рода Ледуховских герба «Шалава». Родился 5 августа 1871 года в Лоосдорфе, округе Санкт-Пёльтен, Нижняя Австрия. Младший сын австрийского камергера, графа Антония Августа Ледуховского (1823—1885), и его второй супруги Юзефы фон Салис-Цизерс (1831—1909). Среди его братьев и сестер были святая Урсула Ледуховская, блаженная Мария Тереза Ледоховская и генерал Ордена иезуитов Влодзимеж Ледуховский. Внук бригадного генерала Ноябрьского восстания Игнация Ледуховского. Внучатый племянник кардинала и примаса Польши Мечислава Хальки-Ледуховского.
1 августа 1892 года, после окончания Военно-реального училища, он начал свою военную карьеру в армии Австро-Венгрии. Он был включен в состав 1-го полка полевой артиллерии в Кракове. 1 января 1894 года его часть была переброшена в Вадовице и преобразована в 1-й дивизионный артиллерийский полк. В 1895 году он получил звание королевского и императорского камергера, а в 1896 году был отправлен в отпуск. В 1897—1899 годах он был слушателем Военной школы в Вене. Окончив школу, он продолжил службу в головном полку, который был переведен в Краков. В 1900 году его направили в Генеральный штаб с одновременным назначением в 23-ю пехотную бригаду в Кракове. В 1902 году он утратил звание офицера, приписанного к Генеральному штабу, и был переведен в 1-й корпусной артиллерийский полк в Кракове, который в 1908 году был переименован в 1-й полевой гаубичный полк. В том же году его перевели в 1-й конно-артиллерийский эскадрон в Кракове. В 1913 году он стал командиром 1-го конно-артиллерийского эскадрона. Во время Первой мировой войны воевал на русском и итальянском фронтах. Он командовал 43-м и 126-м полками полевой артиллерии соответственно.
С ноября 1918 года служил в Войске Польском командиром 1-го тяжелого артиллерийского полка Краковской земли. 24 февраля 1919 года его утвердили в должности командира 1-й Краковской артиллерийской бригады. Во время польско-большевистской войны командовал 3-й артиллерийской бригадой Легионов, 14-й артиллерийской бригадой и 11-й пехотной дивизией. 1 мая 1920 года он был утверждён в звании подполковника 1 апреля 1920 года в группе офицеров бывшей австро-венгерской армии. Был инспектором артиллерии при командовании Галицко-Волынского фронта. За заслуги на фронте он был трижды награждён Серебряным крестом ордена Virtuti Militari и Крестом За отвагу.
В 1921 году занимал должность начальника Главного учебного центра в Кобрине. 31 июля 1921 года он был назначен заместителем командующего Брест-Литовским генеральным округом. 3 мая 1922 года ему было присвоено звание бригадного генерала от 1 июня 1919 года и 14-е место в генерал-корпусе. С 1922 по 1925 год он был начальником службы артиллерии и вооружения V корпусного округа в Кракове. В этой должности 1 декабря 1924 года ему было присвоено звание дивизионного генерала со выслугой по состоянию на 15 августа 1924 года и 3-е место в генеральском корпусе. 10 апреля 1925 года он был назначен заместителем командующего IV корпусным округом в Лодзи, а с 1 сентября 1926 года по 1 февраля 1927 года исполнял обязанности командира IV ДОКа. 1 марта 1927 года ему был предоставлен двухмесячный отпуск с сохранением заработной платы, а 30 апреля 1927 года он вышел в отставку.
Ему принадлежало имение в Вульке-Росновской на Львовщине.
Во время оккупации оставался в Липнице, где работал в Армии Крайовой. Взяв псевдоним «Крак», он вел секретную военную подготовку партизан. Арестованный немцами, он был отправлен в концлагерь Гросс-Розен. 9 марта 1945 года он умер в концлагере Миттельбау-Дора (лагерь № 113195).

## Чины
- поручик  — 1 сентября 1892 г.
- надпоручик — 1 мая 1896 г.
- капитан — 1 мая 1902 г.
- майор — 1 ноября 1913 г.
- подполковник — 1 сентября 1915 г.
- полковник — с 1918 г.

## Ордена и награды
- Юбилейный крест 1908 года для военнослужащих (Австро-Венгрия)
- Юбилейная памятная медаль 1898 года[нем.] (Австро-Венгрия)
- Памятный крест 1912/1913[нем.] (Австро-Венгрия)
- Войсковой крест Карла (Австро-Венгрия)
- Бронзовая медаль «За военные заслуги» на «военной ленте» с мечами (Австро-Венгрия)
- Серебряная медаль «За военные заслуги» на «военной ленте» с мечами (Австро-Венгрия)
- Крест «За военные заслуги» 3-й степени (1910, Австро-Венгрия)
- Крест «За военные заслуги» 3-й степени с воинскими украшениями и мечами (Австро-Венгрия)
- Орден Железной Короны 3-й степени с воинскими украшениями и мечами (Австро-Венгрия)
- Орден Леопольда 3-й степени с воинскими украшениями и мечами (Австро-Венгрия)
- Серебряный крест ордена Virtuti Militari № 5278 — 24 марта 1922 г.
- Крест Храбрых, трижды
- Орден Почётного легиона офицерский крест (Третья Французская республика)
- Орден Короны Румынии рыцарский крест (королевство Румыния)

## Семья
24 ноября 1903 года в Краковце он женился на графине Паулине Лубенской (27 марта 1880 — 17 апреля 1951), дочери графа Казимежа Лубенского (1843—1906), и Ядвиги Рожновской (1853—1942). У супругов было четверо детей:
- Ядвига Халька-Ледуховская (12 декабря 1904 — 16 мая 1994), незамужняя
- Мария Тереза Халька-Ледуховская (8 июня 1906 — 24 марта 1992), жена с 1933 года графа Станислава Тышкевича (1896—1954)
- Юзефа Мария Халька-Ледуховская (6 декабря 1908 — 20 июня 1983), незамужняя
- Влодзимеж Мариан Францишек Станислав Игнаций Халька-Ледуховский (2 апреля 1910 — 24 октября 1987), подпоручик артиллерийского резерва Войска Польского. Женат с 1946 года на Барбаре Марии Дзержикрай-Моравской (1921—2007).